# NGC 7569
NGC 7569 est une galaxie lenticulaire située dans la constellation de Pégase. Sa vitesse par rapport au fond diffus cosmologique est de 5 971 ± 26 km/s, ce qui correspond à une distance de Hubble de 88,1 ± 6,2 Mpc (∼287 millions d'al). NGC 7569 a été découverte par l'astronome américain Lewis Swift en 1886.
NGC 7569 présente une large raie HI. Selon la base de données Simbad, NGC 7569 est une candidate au titre de galaxie à noyau actif. NGC 7569 montre également une variabilité rapide dans le spectre des rayons-X d'énergie intermédiaire observé par le télescope spatial EXOSAT.